# ランディ・バタハ
ランディ・バタハ（Randy Vataha 1948年12月4日- ）はカリフォルニア州サンタモニカ出身の元アメリカンフットボール選手で実業家。ポジションはワイドレシーバー。
彼はジム・プランケットの好んだレシーバーでありスタンフォード大学4年次の1970年、96ヤードのタッチダウンレシーブをマークした。この記録は1999年にジョー・ボーチャードからトロイ・ウォルターズへの98ヤードのタッチダウンパスが決まるまで大学記録であった。またパントリターンで平均14.7ヤードの大学記録を保持している。
1970年のローズボウルで1TDをあげたが14-22で敗れた。
1971年のローズボウルでもTDレシーブをあげてオハイオ州立大学を破る番狂わせを演じた。
1971年のNFLドラフト17巡目でロサンゼルス・ラムズに指名されたが開幕ロースターに残ることはできずフリーエージェントで大学時代のチームメートであるジム・プランケットがドラフト全体1位で入団していたニューイングランド・ペイトリオッツに入団し、1年目彼は51回のキャッチで872ヤードを獲得、9タッチダウンをあげてUPI通信よりAFCオールルーキーチームに選ばれた。ペイトリオッツで6シーズン過ごした後、1977年にグリーンベイ・パッカーズでプレーし現役を引退した。
1975年にはNFL選手会代表として労使交渉にあたった。
現役を引退した後、スポーツ選手のマネージメントを行う会社を設立しCEOに就任、彼の会社の顧客にはラリー・バードやラリー・キングなどが在籍した。
1983年にはUSFLのボストン・ブレイカーズの共同オーナーとなった。現在はプロスポーツチームの売買を行う会社の社長を務めている。